# جنگ‌جویان دروازه
جنگ جویان دروازه ( چینی: 勇士之門 ) یک فیلم سینمایی چینی- فرانسوی در ژانر اکشن ، ماجراجویی و فیلم فانتزی به کارگردانی ماتیاس هون  و توسط لوک بسون و رابرت مارک کامن نوشته شده است. این فیلم در تاریخ ۱۸ نوامبر ۲۰۱۶ در چین منتشر شد ،    و به صورت ویدئو هنگام درخواست در آمریکا منتشر شد.

## داستان
جک برونسون (اوریا شلتون) نوجوانی است که اوقات فراغت خود را صرف بازی های ویدئویی جنگجویان می کند و در یک مغازه عتیقه فروشی چینی کار می کند. مادرش سعی می کند خانه ای را که در آن زندگی می کنند بفروشد ، قبل از اینکه این خانه مسدود شود. وقتی جک به یک پارک دوچرخه سواری می رود ، تراویس (داکوتا دالبی) ، قلدر محله و دوستانش او را تعقیب می کنند و او در مغازه رئیس خود پنهان می شود...

## نقش ها
- اوریا شلتون [۲] در نقش جک برونسون / شوالیه سیاه
- مارک چائو در نقش جنگجو جائو.
- نی نی در نقش پرنسس سو لین.
- دیو باتیستا در نقش Arun the Cruel
- فرانسیس نگ[۶] در نقش جادوگر.
- سیه‌نا گیلری در نقش آنی برونسون
- ران اسموورنبرگ در نقش شوالیه سیاه.
- دیوید توروک در نقش وایکینگ جنگجو
- داکوتا داولی [۷] در نقش تراویس لی.

## تولید
بودجه این فیلم ۳۰۰ میلیون رنمینبی.  فیلمبرداری از ۴ مه ۲۰۱۵ آغاز شد. این فیلم در جینهوا ، چین و در بریتیش کلمبیا ، کانادا فیلمبرداری شد. 